# NGC 7817
NGC 7817 (другие обозначения — PGC 279, UGC 19, MCG 3-1-21, ZWG 456.28, KARA 4, IRAS00014+2028) — галактика в созвездии Пегас.
Этот объект входит в число перечисленных в оригинальной редакции «Нового общего каталога».